# La Piramida
La Piramida ([lɐpirɐˈmidɐ]ⓘ, rätoromanisch im Idiom Puter für «die Pyramide») ist ein Berg mit einer Höhe von 2963 m ü. M. nahe Bergün im Kanton Graubünden in der Schweiz. Der Name La Piramida ist als unzutreffend zu bezeichnen, da der unscheinbare Gipfel nur wenig aus dem Gebirgskamm hervortritt. Dank seiner Lage bietet der Granitberg eine lohnenswerte Aussicht auf die umliegenden Gipfel und Täler.

## Lage und Umgebung
Die La Piramida gehört zur Bial-Gruppe, einer Untergruppe der Albula-Alpen. Über dem 2963 m hohen Gipfel verläuft die Gemeindegrenze zwischen Bergün Filisur und Samedan. Im Osten wird der dreiseitige Gipfel durch das Albulatal eingefasst, im Süden durch die Val Bever, einem Seitental des Engadins und im Nordwesten durch die Val Mulix, einem Seitental des Albulatals.
Zu den Nachbargipfeln der La Piramida gehören im Westen der Piz dals Vadrettins (3061 m), der Piz Bial (3061 m) und der Piz d’Alp Val (2977 m), im Norden der Piz Murtel Trigd (2900 m) und der Piz Palpuogna (2729 m) und im Osten der Igl Danclér (2813 m) und der Cho dal Buoch (2672 m).
Entlang des knapp 6 km langen Grates der Bial-Gruppe finden sich vier Bergsättel. Im Westen sind dies die Fuorcla da Bever (2946 m) und die Fuorcla Biala (2884 m) zwischen dem Biz Bial und dem Piz dals Vadrettins. Sie dient sowohl als Verbindungsgrat zum Piz Bial als auch als Übergang zwischen der Val Bever und der Val Mulix. Im Osten liegen die Fuorcla Danclér (2587 m) und die Fuorcla Crap Alv (2465 m), welche das Ende der Bial-Gruppe darstellt.
Talorte sind Preda und Bever. Häufige Ausgangspunkte für eine Besteigung der La Piramida sind Naz, Preda, Palpuegna, die Albulapassstrasse (P. 2077) und der Weiler Spinas.
Der am weitesten entfernte sichtbare Punkt von der La Piramida befindet sich 139 km in westlicher Richtung auf dem Grat des Äbni Flue (3961 m). Der Gipfel befindet sich südlich der Jungfrau in den Berner Alpen.

## Routen zum Gipfel

### Sommerrouten

#### Über den Westgrat
- Ausgangspunkt: Naz (1746 m) oder Spinas (1815 m)
- Via:

1. Ab Naz via Val Mulix, Fuorcla Biala (2884 m)
2. Ab Spinas zur Alp Suvretta (2128 m), danach über die Hänge von Pasculs da la Piramida und die Terrasse Chüdera Sütta zur Fuorcla Biala

- Schwierigkeit: L
- Zeitaufwand: 5 Stunden
- Bemerkung: Ab Fuorcla Biala in schöner Kletterei über den Piz dals Vadrettins (2977 m) zum eigentlichen Piramida-Grat, der zuoberst zerrissen ist und zu einigen Umgehungen auf der Südseite zwingt.

#### Über den Nordgrat
- Ausgangspunkt: Naz  (1746 m), Albulapassstrasse (P. 2077) oder Spinas (1815 m)
- Via:

1. Von Naz via Alphütte Mulix, danach via P. 2572 oder Murtelet auf den Piz Murtel Trigd. Bis Alp Mulix als Wanderweg weiss-rot-weiss markiert
2. Von der Albulapassstrasse via Sattel zwischen Piz Murtel Trigd und Piz Papluogna (P. 2701) auf den Piz Murtel Trigd. Bis Fuorcla Crap Alv als Wanderweg weiss-rot-weiss markiert
3. Von Spinas via Fuorcla Crap Alv (2465 m) zum Sattel zwischen Piz Murtel Trigd und Piz Papluogna (P. 2701) und anschliessend auf den Piz Murtel Trigd. Bis Fuorcla Crap Alv als Wanderweg weiss-rot-weiss markiert

- Schwierigkeit: WS
- Zeitaufwand:

1. 5½ Stunden von Naz/Preda
2. 4 Stunden von der Albulapassstrasse
3. 4 Stunden von Spinas

- Bemerkung: Vom Murtel Trigd über den felsigen Grat zur Scharte und auf dem immer schärfer werdenden Blockgrat mehrere Gendarme überkletternd an eine schlanke Nadel, die links umgangen wird. Über plattige Stufen auf die Kante und auf einen grösseren Gendarmen. Von diesem zuerst auf die Ostseite, dann über die Kante hinab und über den Grat zur Spitze. Lohnende Kletterei über den scharf gezackten Felsgrat.

#### Über den Ostgrat
- Ausgangspunkt: Preda (1789 m), Palpuegna (1915 m), Albulapassstrasse (P. 2077), Spinas (1815 m)
- Via: Fuorcla Crap Alv, Fuorcla Dancler, Igl Danclér (2813 m), P. 2915
- Schwierigkeit: L, bis Fuorcla Crap Alv als Wanderweg weiss-rot-weiss markiert
- Zeitaufwand: 4½ Stunden von Preda, 4 Stunden von Palpuegna, 4 Stunden von Spinas, 3¼ Stunden von der Albulapassstrasse
- Bemerkung: Von der Fuorcla Crap Alv über Cho dal Buoch oder aus der Val Bever über die steilen Hänge zwischen Vallun dal Dancler und Gnifs da la Zuondra zur Fuorcla Dancler. Von hier in steiler Rasenhalde zum Einstieg. Vom Rasenband zu Rasenband über die felsigen Stufen, mit kleinen Abweichungen entlang der Kante, zuletzt leicht zum Gipfel. Vom Danclér ohne Schwierigkeiten auf dem Schuttgrat über P. 2915 zum Gipfel der La Piramida.
- Alternative: Von der Fuorcla Dancler aus den Danclér im Süden umgehen bis zur Gratsenke zwischen P. 2915 und dem Gipfel. Über den Schuttkamm ohne Schwierigkeiten zur Spitze des Danclér.

### Winterrouten

#### Von Preda

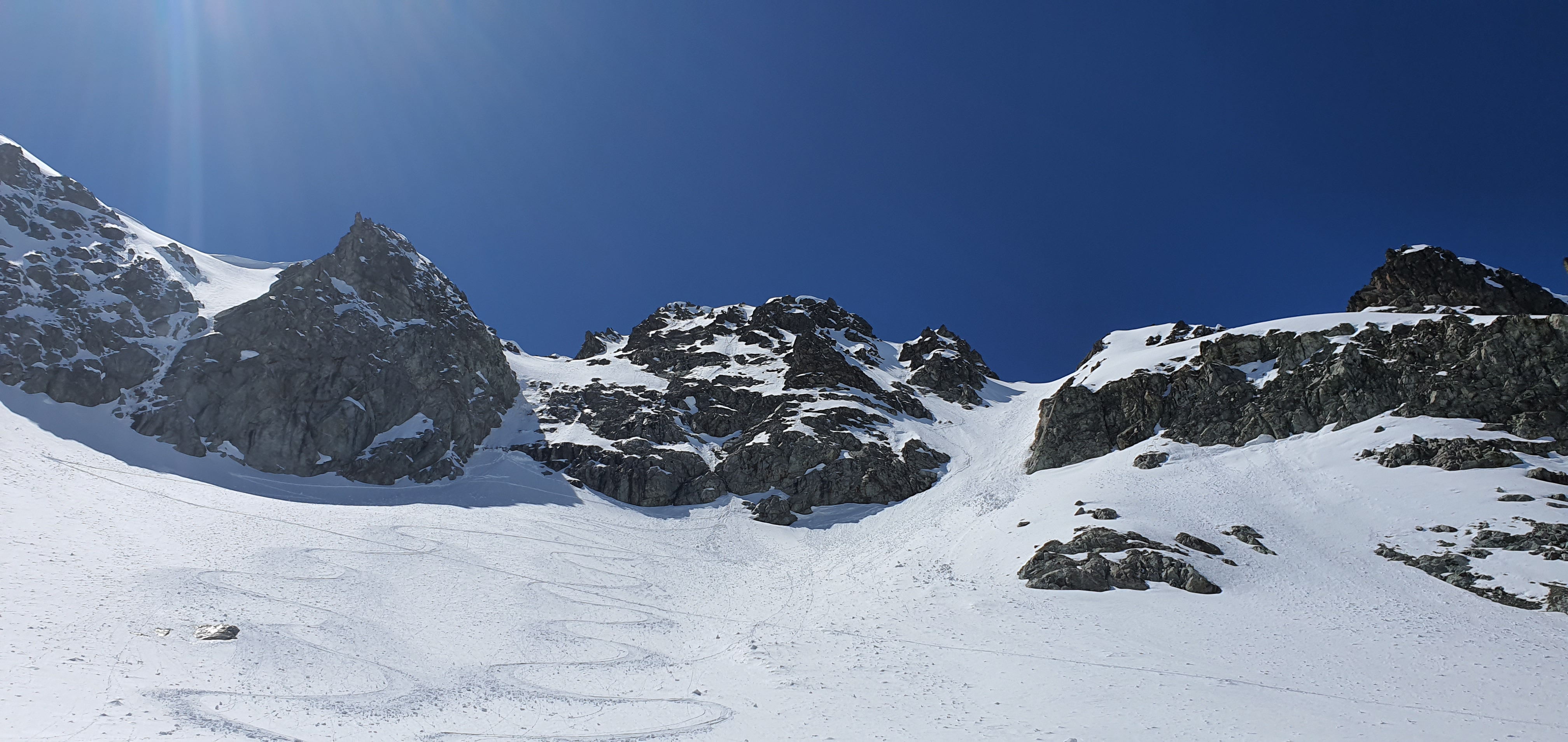
Der Gipfelbereich der La Piramida von Nordosten aus betrachtet.

- Ausgangspunkt: Preda (1789 m)
- Via: Palpuegna (1915 m), Seelein P. 2174, Schulter im Osten des Lai Alv (2456 m), unterhalb des Cho dal Buoch und Igl Danclér in die Mulde nordöstlich des Gipfels
- Expositionen: N, NE
- Schwierigkeit: ZS
- Zeitaufwand: 4 Stunden
- Alternative: Vom P. 2077 an der Albulapassstrasse
- Bemerkung:

1. Von der Mulde nordöstlich der La Piramida geht es über den zusehends steiler werdenden Nordhang hinauf zu einem auffälligen Felskopf östlich der Gipfelfalllinie. Rechts dieser Felsen über den sehr steilen Hang hinauf zum Ostgrat und über diesen zum Gipfel. Eine im Gipfelbereich sehr anspruchsvolle Tour. In den steilen Nordhängen des Piz Palguegna (30–35°) und im Gipfelhang (bis 40° auf 150 Hm) sind sichere Verhältnisse notwendig.
2. Die Abfahrt erfolgt am besten auf der Aufstiegsroute. Bei sicheren Verhältnissen kann man vom Lai Alv (2456 m) direkt durch den steilen Bachgraben zum Seelein P. 2174 hinunterfahren.

## Galerie

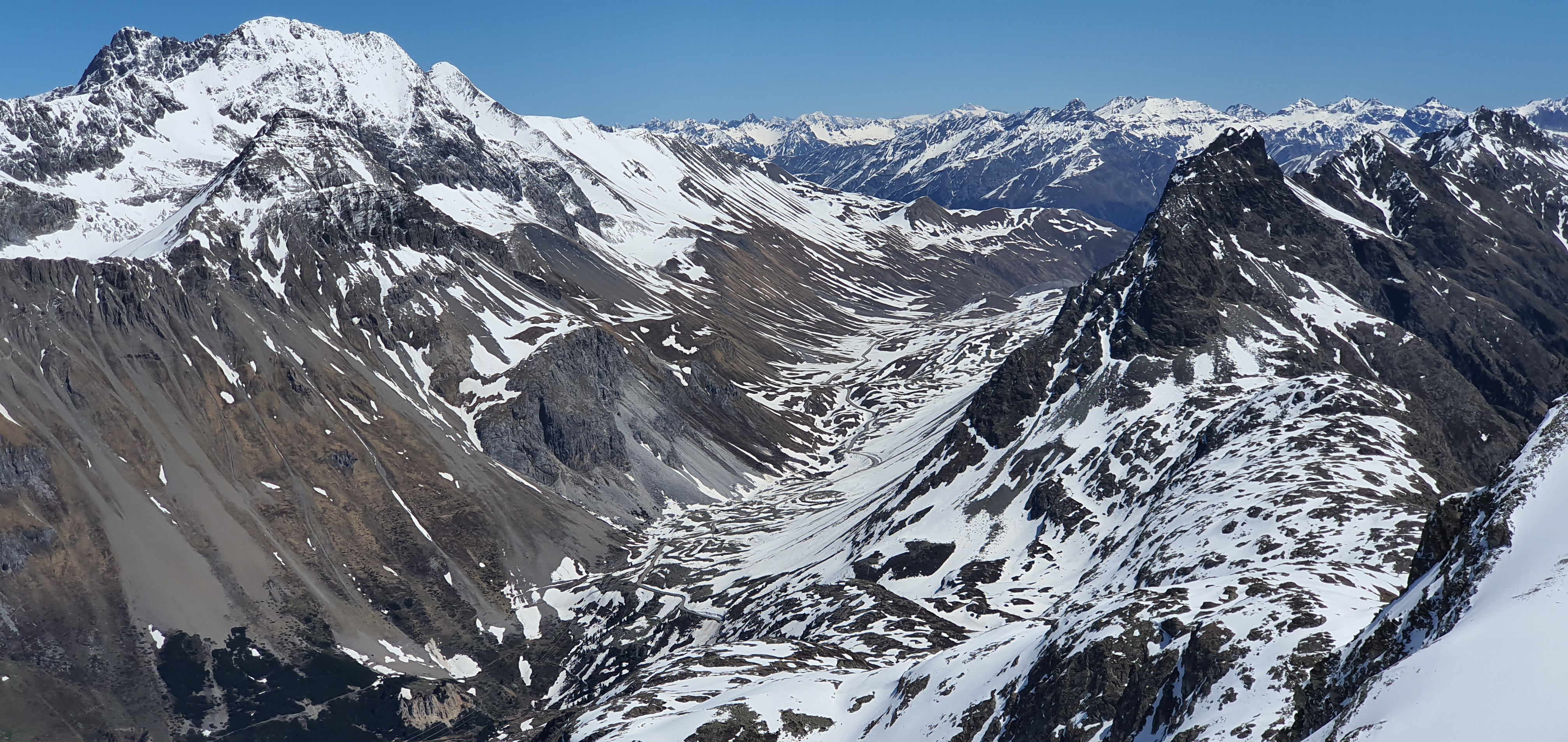
Blick zum Albulapass.
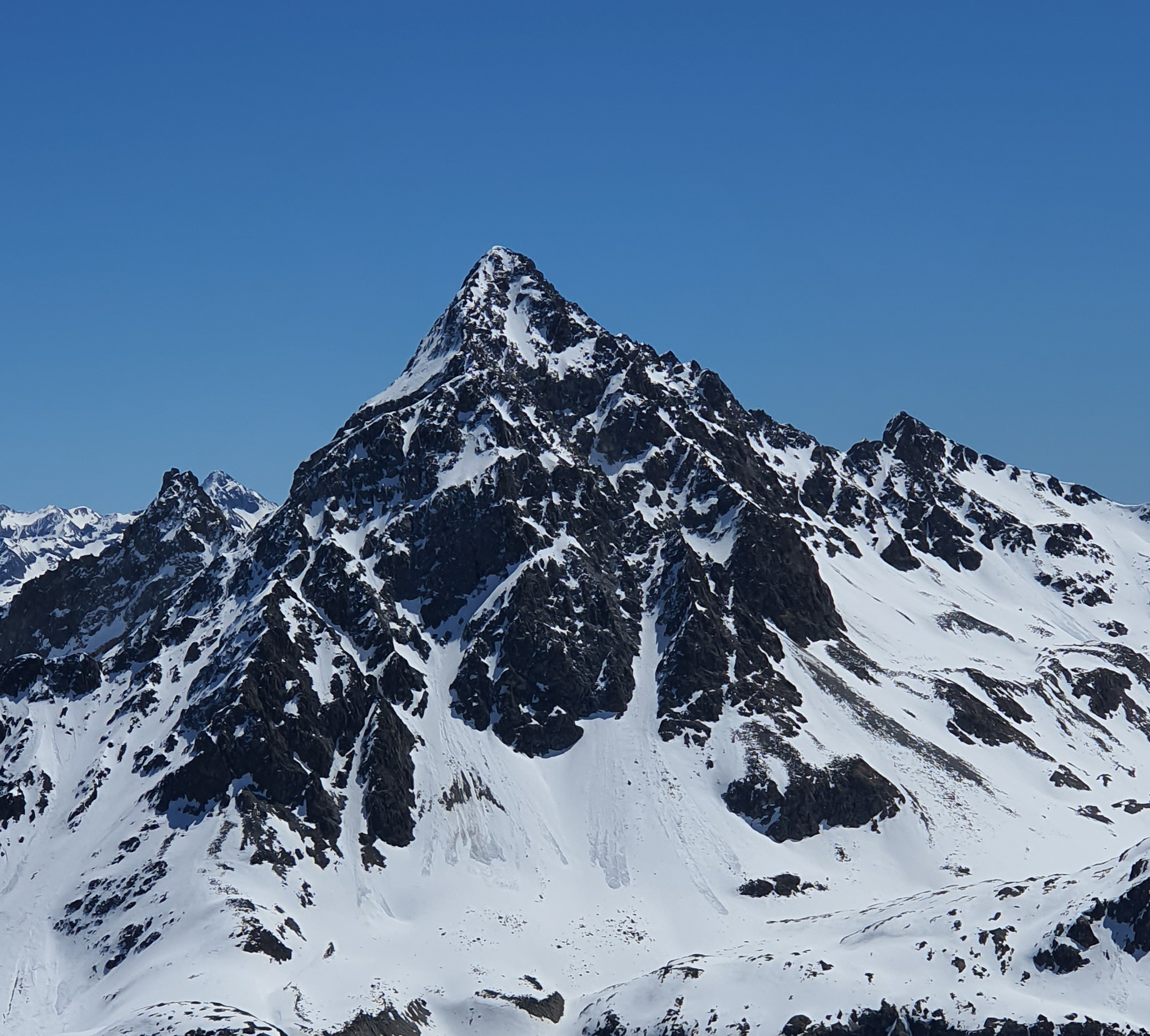
Luftlinie nur knapp 3,7 km entfernt: Der Piz Ot.
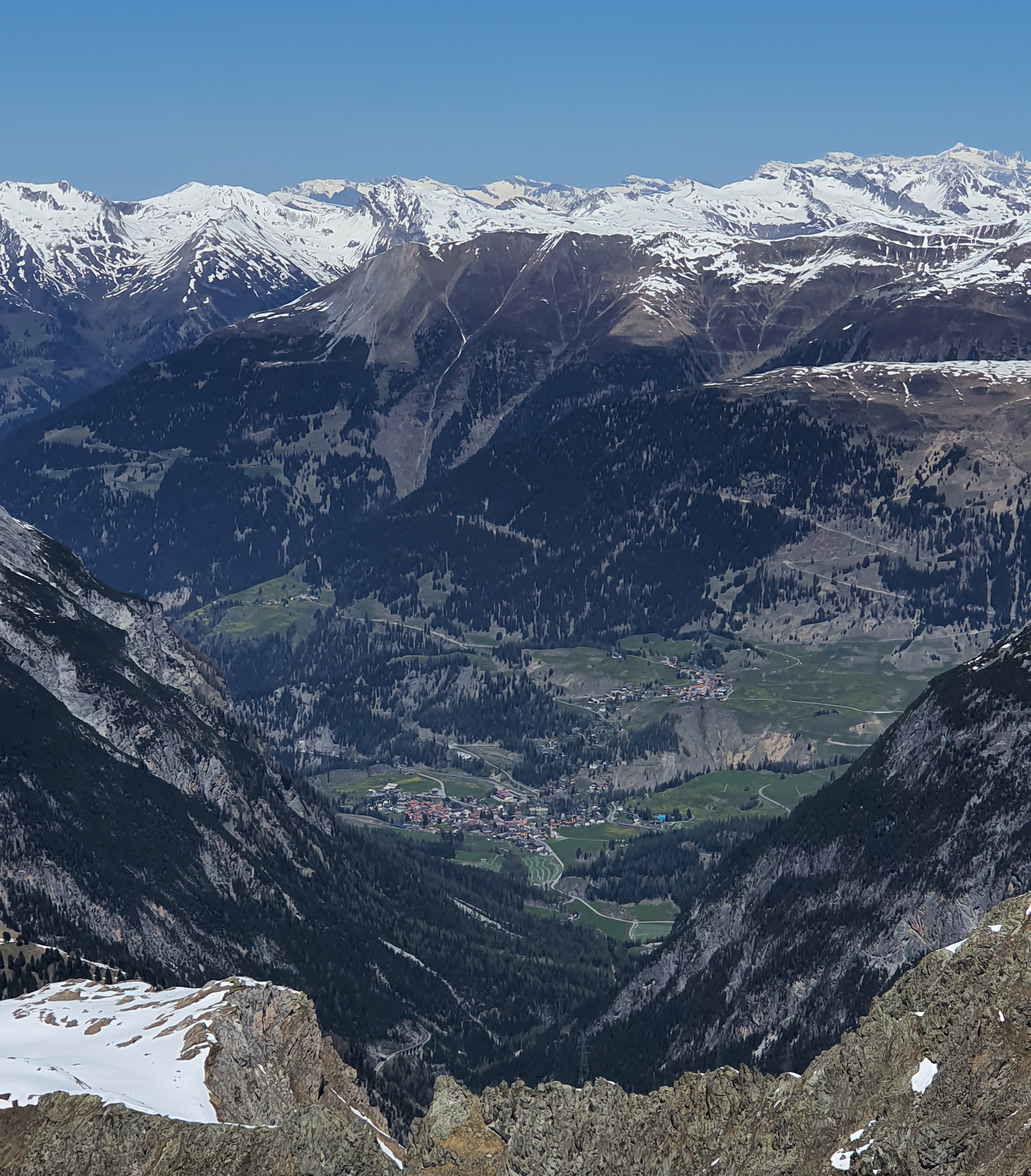
Der Gipfel bietet eine gute Aussicht auf Bergün.
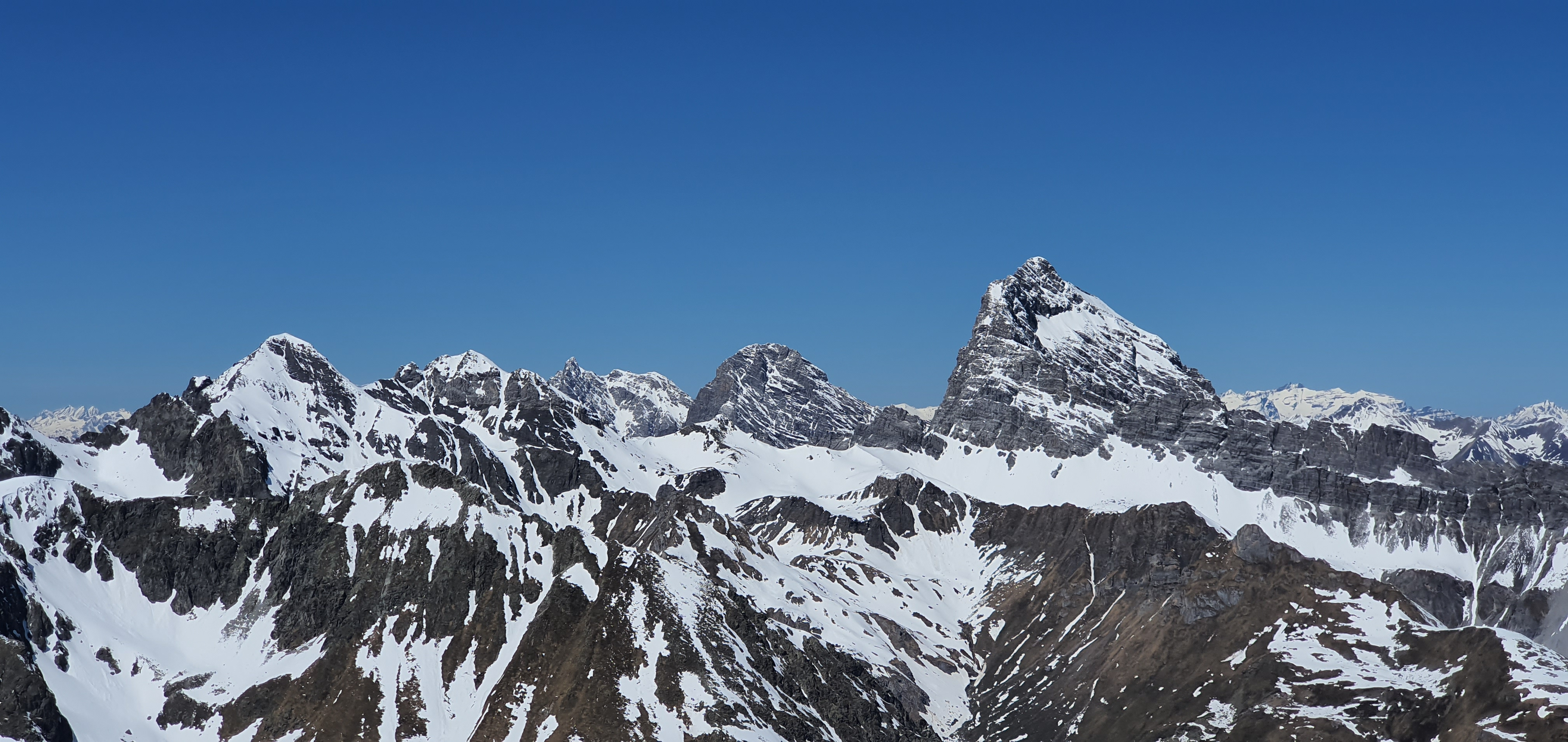
Die Bergüner Stöcke: Piz Salteras, Piz Val Lunga, Piz Mitgel, Tinzenhorn und Piz Ela (v.l.).
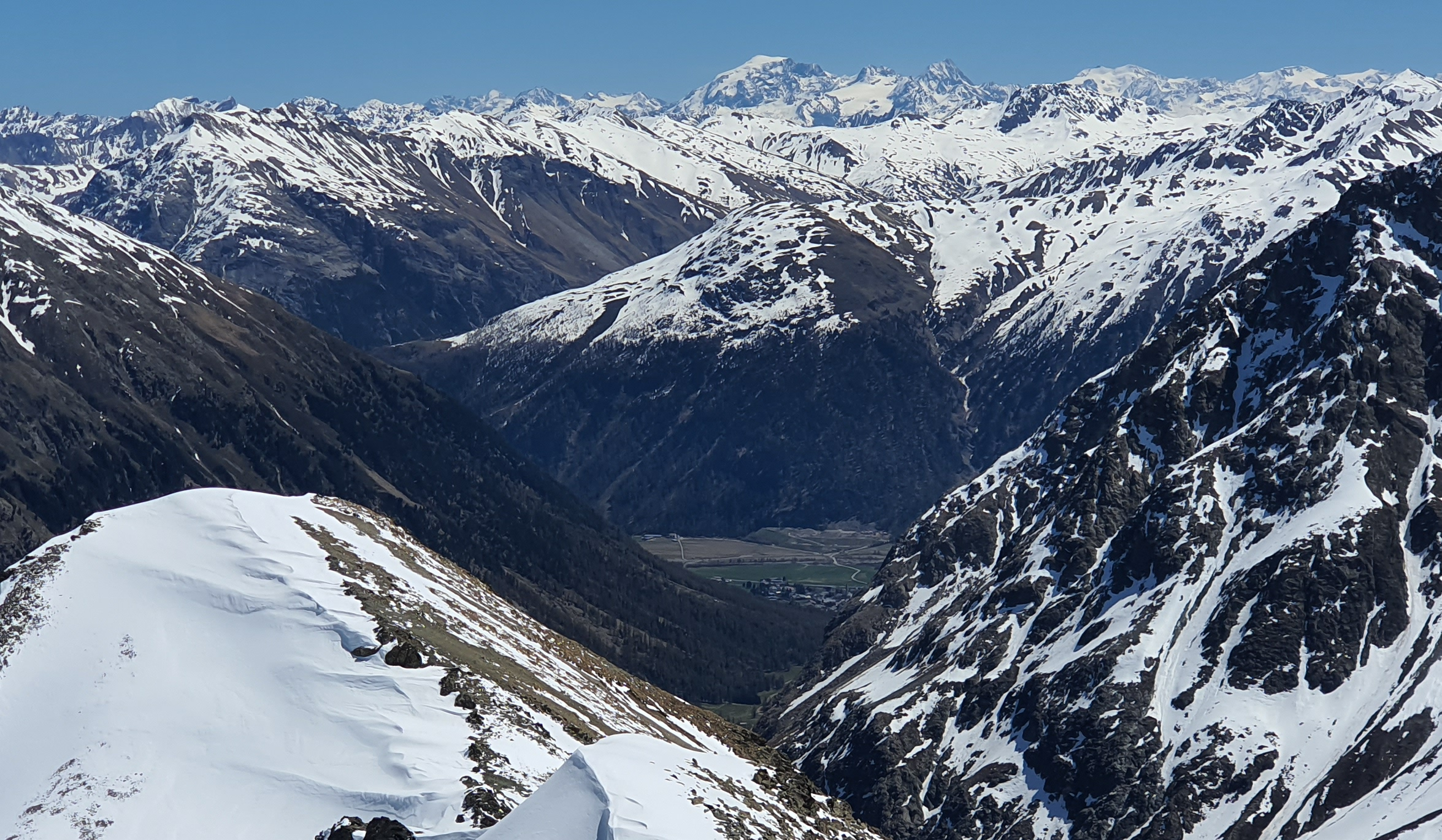
Richtung Südwesten blickt man bis ins Oberengadin nach Bever.